# معركة تل الجزر
معركة تل الجزر أو معركة الرملة أو معركة مونجيسار أو معركة مونتجيسارد، هي معركة دارت بين الأيوبيين ومملكة بيت المقدس في 25 نوفمبر 1177 في منطقة تل الجزر بالقرب من الرملة بين صلاح الدين الأيوبي قائد الأيوبيين وبين بلدوين الرابع ذو الستة عشر عاما قائد مملكة بيت المقدس، تمت المواجهة وكانت خسائر القوات الأيوبية فادحة حيث خسروا المعركة، ونجح جزء من جيش الأيوبيين في الهرب بأمان.

## المعركة
كانت إحدى المعارك المريرة لصلاح الدين ولعله تعلم منها أن الخطأ مقارعة الصليبيين قبل أن يحقق توحيد الجبهة الإسلامية فبتحقيقه لهذه الوحدة سيحصل على قوة زاخرة هائلة مستعدة للبذل في المعارك، بداية المعركة كانت عندما قرر صلاح الدين أن يقوم بحملة ضد الصليبيين، فخرج من القاهرة في عشرين ألف مقاتل في شهر جمادي الأولى 573 هـ / نوفمبر 1177م وخيّم بمدينة بلبيس المصرية، ثم توجه منها إلى الأجزاء الجنوبية من فلسطين، فنزل على عسقلان التي يحتلها الصليبيون، وتمكن من أسر بعض الصليبيين، فأمر بضرب أعناقهم، ولم يجد صلاح الدين أيّة مقاومة تذكر من العدو، فتفرق جنده يكتسحون القرى مغيرين، وأخذوا يجمعون الغنائم، ثم جمع صلاح الدين بعض جنوده وتقدم بهم نحو بلدة الرملة القريبة من الساحل والتي كانت من أكبر المدن الفلسطينية يومئذٍ فاعترضهم نهر تل الصافية فتفرقوا يبحثون عن مكان يصلح لعبورهم، وبينما هم في هذه الحالة هجمت عليهم قوة صليبية، قبل أن يرتبوا أوضاعهم، ومن المعتقد أن الصليبيين كانوا يراقبون تحركاتهم، فباغتوهم في الوقت المناسب، وكان يقودهم الأمير الشهير أرناط ويسانده في مهمته بلدوين الرابع ملك بيت المقدس ولم يكن مع صلاح الدين في تلك اللحظة سوى عدد ضئيل من أمرائه وجنده، لأن أكثرهم تفرقوا في طلب الغنيمة ثم بدأت المصادمات وتجمع جند صلاح الدين، واشتبكوا مع الصليبيين وقد أبلى بعض قادة صلاح الدين وأقاربه بلاءً حسناً، لا سيما تقي الدين عمر وابنه أحمد، وكذلك ضياء عيسى الهكاري وأخوه ظهير الدين، وقد أسرا وبقيا في الأسر سنتين، فافتدى صلاح الدين الفقيه عيسى بستين ألف دينار فقد تقدم تقي الدين عمر وباشر القتال ببسالة بين يدي عمه وقتل عدداً من الصليبيين، ثم تقدم ابنه أحمد، وأبدى ضروباً من الشجاعة، وقتل عدداً من أفراد العدو، وعاد إلى أبيه سالماً ثم أمره أبوه بالعودة إليهم ثانية قائلاً له: عد يا أحمد فإن العدو أحمد فعاد إليهم وقاتلهم فاستشهد إلا أن المسلمين لم يستطيعوا الصمود بوجههم وقد تحدث صلاح الدين عن الهزيمة، وكيف أدى تغيير مواقع الجنود وأجنحة الجيش إلى هذه النتيجة المؤسفة قائلاً: في وقت صار العدو على مقربة منهم رأى بعض الجنود أن يعبروا الميمنة إلى جهة الميسرة والميسرة إلى جهة القلب ليكون التل الموجود بأرض الرملة خلف ظهورهم، وليس أمامهم فبينما هم مشغولون بهذه الخطة هاجمهم العدو.

## النتائج
خلد بلدوين انتصاره بإقامة دير بندكتي في ميدان القتال مكرس للقديسة كاثرين من الإسكندرية، التي صادف عيدها يوم المعركة. إلا أن الانتصار كان صعباً؛ روجر ده مولين، قائد فرسان الإسبتارية، أفاد بمقتل 1٬100 رجل وإصابة 750 آخرين. أما جيش صلاح الدين فقد كانت خسائرهم غير معروفة إلا أنها كانت فادحة وكبيرة، وقد قام صلاح الدين بنشر إعلان بخسارة الصليبيين للمعركة خوفاً من ضعف قبضته على مصر وتحالفه مع الدويلات التابعة في سوريا.
خسر صلاح الدين المعركة نتيجة الخطأ بالسماح للجنود بجمع الغنائم مما أحدث تشتت في الجيش في الوقت الذي داهم فيه بلدوين الرابع وأعوانه جيوش الأيوبيين واستطاعوا الانتصار في المعركة وانسحاب جيش صلاح الدين وهزيمته.
بعد انسحابه، أعاد تنظيم جيوشه في مصر بمساعدة شقيقه توران شاه وقام أيضا باستقبال المبعوث القوي قلج أرسلان.

### أسباب هزيمة المسلمين
- مباغتة الصليبيين للجيش الأيوبي أثناء تفرق أفراده قبل أن يرتبوا أنفسهم في الوقت المناسب.
- هذه المباغتة أثرت إلى حدوث خلل في صفوف وأجنحة الجيش الأيوبي وتفرق قادة الجيش ولجوئهم إلى أسلوب المبارزة الفردية التي لم تجد نفعاً في مثل هذه الحالة.
- اختفاء صلاح الدين عن الأنظار حتى ظن أنه قُتل.
- ابتعاد الجيش الأيوبي عن خطوط التموين وانقطاع الزاد والماء عنه.